# Tiptakzi
Tiptakzi va ser el vuitè governant (o el novè, si es compta Uixi) de la dinastia dels cassites de Khana, un territori sorgit dels antics regnes de Mari i Terqa.
Va ser el successor de Kharbaixikhu, amb el qual es desconeix el seu parentiu, però probablement eren germans. Regnava cap a l'any al 1600 aC. Alguns historiadors pensen que tant Kharbaixikhu com ell eren germans d'Urzigurumaix, i que van governar Khana mentre Agum II, el seu successor, va ser menor d'edat.